# Герд Кантер
Герд Кантер  (ест. Gerd Kanter, 6 травня 1979) — естонський легкоатлет, що спеціалізується в метанні диска, олімпійський чемпіон та медаліст, переможець та призер чемпіонатів світу, призер чемпіонатів Європи, переможець змагань за Континентальний кубок ІААФ, переможець Діамантової ліги 2012 та 2013 років.
Особистий рекорд — 73 м 38 см.

## Виступи на Олімпіадах

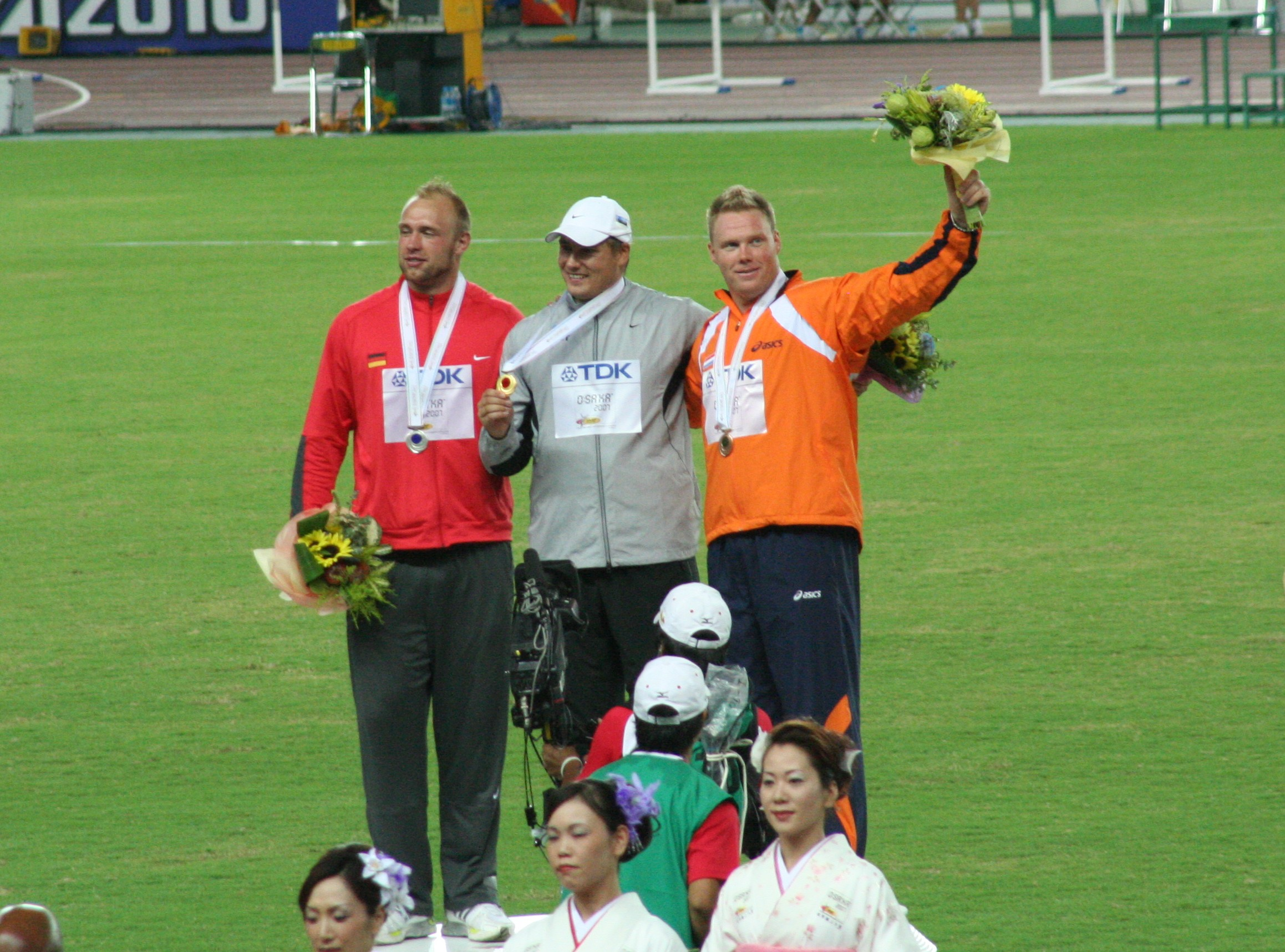
Осака 2007

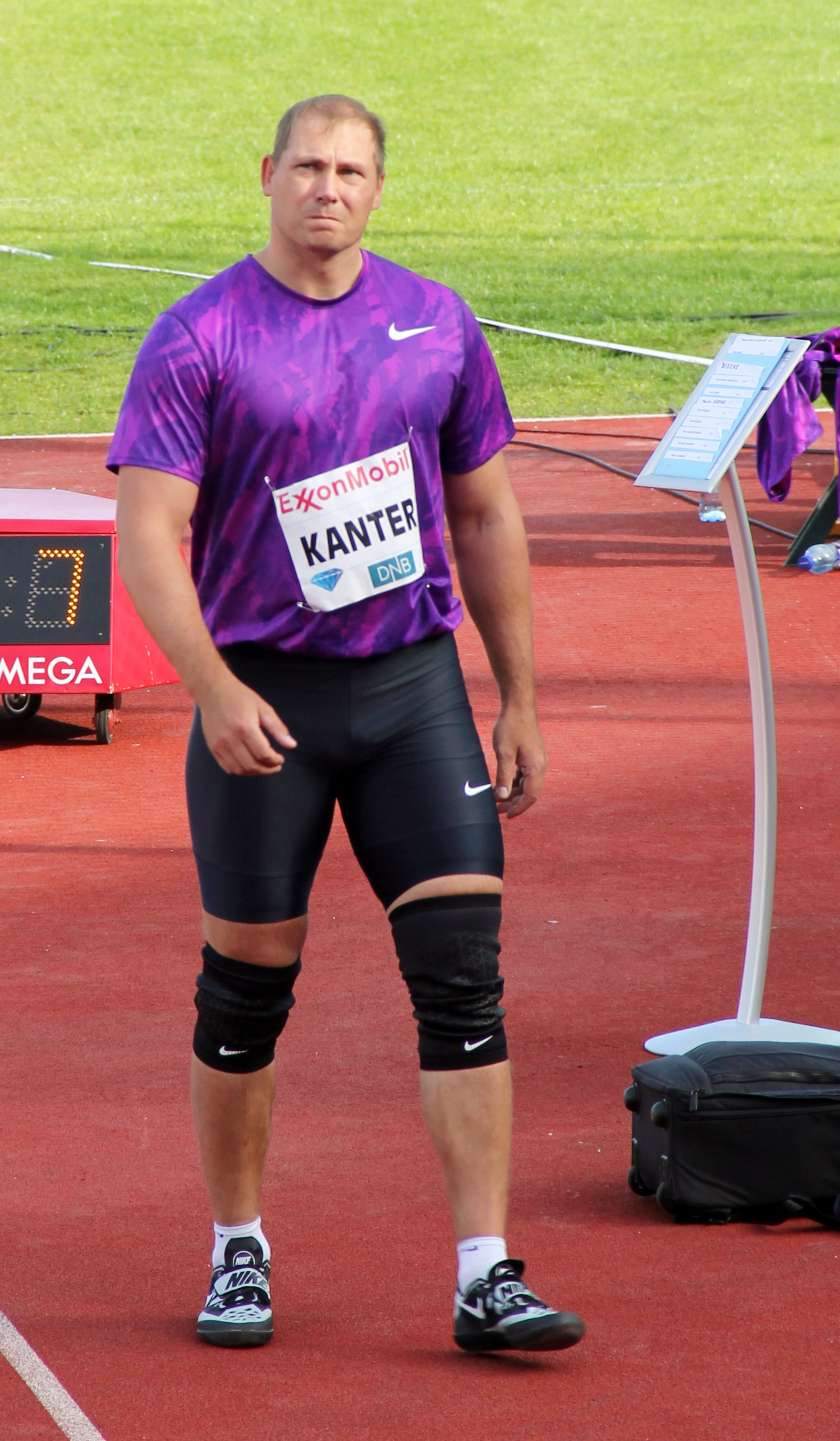
2015 рік

| Олімпіада   | Дисципліна    | Місце             |
| ----------- | ------------- | ----------------- |
| Афіни 2004  | метання диска | 19 (кваліфікація) |
| Пекін 2008  | метання диска | 1                 |
| Лондон 2012 | метання диска | 3                 |
| Ріо 2016    | метання диска | 5                 |